# Гловенка (Підкарпатське воєводство)
Гловенка (пол. Głowienka) — село в Польщі, у гміні Мейсце-П'ястове Кросненського повіту Підкарпатського воєводства.
Населення — 2284 особи (2011).
У 1975-1998 роках село належало до Кросненського воєводства.

## Демографія
Демографічна структура станом на 31 березня 2011 року:
|          | Загалом | Допрацездатний вік | Працездатний вік | Постпрацездатний вік |
| -------- | ------- | ------------------ | ---------------- | -------------------- |
| Чоловіки | 1132    | 228                | 774              | 130                  |
| Жінки    | 1152    | 238                | 681              | 233                  |
| Разом    | 2284    | 466                | 1455             | 363                  |